# Guipronvel
Guipronvel è stato un comune francese di 721 abitanti situato nel dipartimento del Finistère nella regione della Bretagna. Il 1º gennaio 2017 si è unito a Milizac per costituire il comune nuovo di Milizac-Guipronvel. 

## Società

### Evoluzione demografica
Abitanti censiti